# Тополь душистый
Тополь душистый (лат. Populus suaveolens) — вид лиственных деревьев из рода Тополь (Populus) семейства Ивовые (Salicaceae).

## Ботаническое описание
Крупное дерево высотой до 25 м. Крона узко-яйцевидная с косо поднимающимися ветвями. Кора в нижней части ствола грязно-серая, бороздчатая; выше гладкая, желтовато-зеленовато-серая. Годовалые побеги цилиндрические, желтоватые или бурые, блестящие.
Почки яйцевидно-конические, длиной 6—8 мм, зеленовато-бурые, клейкие, ароматные. Листья сверху тёмно-зелёные, снизу беловатые, в молодости иногда слегка опушённые, позже голые, яйцевидно- или широко-эллиптические, с округлым или, реже, со слегка сердцевидным основанием, длиной 7—11 см, шириной 5—9 см, железисто-пильчатые. Черешки длиной 3—4 см, цилиндрические, коротко-опушённые, с верхней стороны желобчатые.
Серёжки длиной до 10 см, с широко-обратно-овальными, беловатыми, глубоко-бахромчатыми прицветными чешуями. Цветки с чашеобразным околоцветником, на коротких цветоножках. Завязь сидячая или почти сидячая, коническая, равной по длине околоцветнику; столбик трёхраздельный; рыльце широко-овальное или почковидное, зеленоватое, с волнистым краем; тычинки в числе 12—30, с красноватыми пыльниками.
Плоды — почти сидячие, яйцевидные, голые, трёх—четырёх—створчатые коробочки с морщинистыми дольками.
Цветение в апреле—мае. Плодоношение в июле.

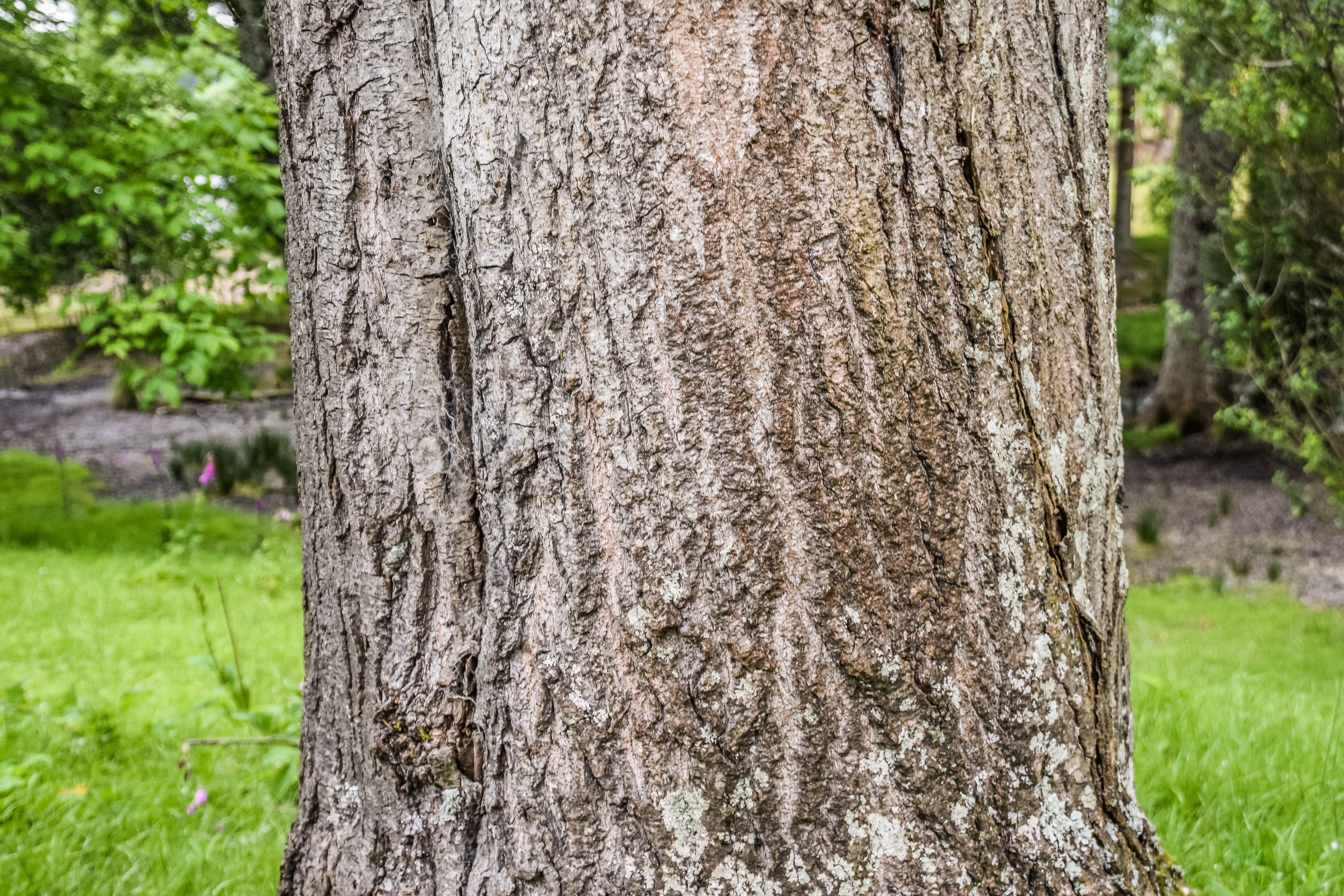
Ствол взрослого дерева
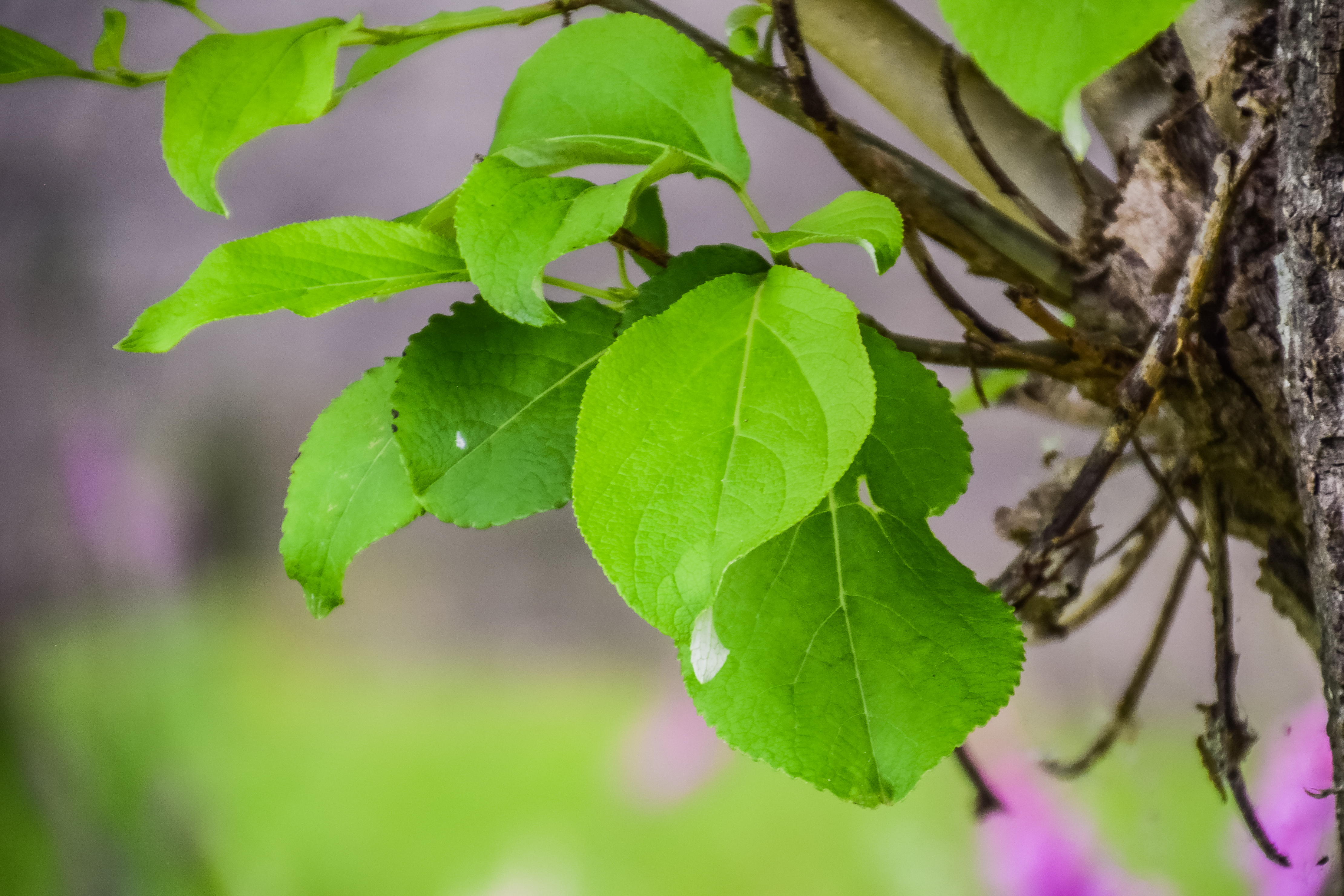
Листва на ветвях

## Распространение и экология
В природе ареал вида охватывает Сибирь, Дальний Восток России, Монголию и северные районы Китая.
Дерево является типичным представителем береговых урём, по галечным берегам горных речек оно далеко заходит в горы. Область распространение на Дальнем Востоке обширна. Порода достигает с. ш. древесной растительности: по Анюю она доходит до 68 с. ш., а на меридиане реки Белой пересекает Полярный круг, расселяясь в левых истоках реки Анадырь. Только чозения (Chosenia arbutifolia) проникает на север несколько дальше. В восточной части бассейна Колымы вид встречается по всей лесной зоне, а также в лесотундре.
Обладает высокой зимостойкостью, но в засушливых условиях страдает от недостатка влаги и сравнительно в молодом возрасте суховершит и отмирает.
Хорошо размножается семенами и зимними стеблевыми черенками. Даёт много корневых отпрысков.
В районах лесной зоны растёт быстро, достигая в возрасте 25—30 лет высоты 25 м. Быстро стареет и в посадках нуждается в периодической уборке усыхающих листьев. Предельный возраст 140—160 лет.
Древостои тополя душистого отличаются очень высокой производительностью. Средние показатели по ходу роста этой породы показывают:
| Возраст (м) | Диаметр на в/г (см) | Высота | Объём (куб.м.) | Прирост (куб.м.) | Прирост (куб.м.) |
| Возраст (м) | Диаметр на в/г (см) | Высота | Объём (куб.м.) | текущий          | средний          |
| ----------- | ------------------- | ------ | -------------- | ---------------- | ---------------- |
| 60          | 19,5                | 21,0   | 0,34           | 0,0060           | 0,0041           |
| 70          | 28,0                | 26,0   | 0,65           | 0,0168           | 0,0085           |
| 80          | 35,5                | 28,0   | 1,14           | 0,0307           | 0,0124           |
| 90          | 45,0                | 31,5   | 1,52           | 0,0464           | 0,0231           |
| 100         | 56,0                | 34,7   | 2,87           | 0,0600           | 0,0317           |

## Болезни и вредители
При жизни сравнительно слабо поражается дереворазрушающими грибами. Заражённость в тополёвниках редко превышает 10—12 % и только в отдельных случаях, в перестойных насаждениях, достигает 30—50 %. На отмирающих деревьях в лесах Камчатки на тополе душистом встречаются трутовик настоящий (Fomes fomentarius), трутовик плоский (Ganoderma applanatum) и душистый. Эти же грибы и бьеркандера опалённая (Bjerkandera adusta) выступают в качестве разрушителей мёртвой древесины тополя.

## Хозяйственное значение и использование
В зелёном строительстве используют в одиночных, групповых и аллейных посадках, для обсадки обочин улиц и дорог, а также для
укрепления берегов.
На севере ареала древесина широко применяется в строительстве, южнее используется так же как тополь корейский и Максимовича. Широко используется в культуре. Древесина отличается от осины и других видов тополей зеленоватым оттенком.
По техническим свойствам древесина тополя душистого несколько лучше, чем в среднем для тополей.
|                               | В комле | Под кроной |
| ----------------------------- | ------- | ---------- |
| Объёмный вес (г/см³)          | 377     | 298        |
| Сжатие вдоль волокон (кг/см²) | 390     | 334        |
| Статический изгиб (кг/см²)    | 704     | 534        |
| Твёрдость по Янко:            |         |            |
| торцевая                      | 275     | 212        |
| радиальная                    | 159     | 107        |
| тангентальная                 | 170     | 116        |

### Кормовое значение
Входящий в состав пойменных лесов вместе с чозенией (chosenia) относится к числу первостепенных кормов европейского лося (Alces alces Linnaeus). К концу зимы его роль в питании возрастает. К этому времени поедаются все доступные ветки, сдирается кора со стволов. Летом поедаются листья, но менее охотно, чем с ив и чозении.
Листья поедаются северным оленем (Rangifer tarandus).

## Классификация

### Таксономия
- Populus suaveolens Fisch., 1841, Allg. Gartenzeitung (Otto & Dietrich) 9 (no. 51): 404

Вид Тополь душистый включается в род Тополь (Populus) семейства Ивовые (Salicaceae) порядка Мальпигиецветные (Malpighiales), последовательно входящего в более крупные клады Фабиды → Розиды → Суперрозиды → Эвдикоты → Цветковые растения. Таксономическая схема в соответствии с Системой APG IV по состоянию на июнь 2024 года:
|  |                          |  |                                   |                                   |                  |  | еще 35 семейств | еще 35 семейств |                     |  |  |  | еще 100 подтвержденных видов и 240 видов, ожидающих подтверждения |
|  |                          |  |                                   |                                   |                  |  | еще 35 семейств | еще 35 семейств |                     |  |  |  | еще 100 подтвержденных видов и 240 видов, ожидающих подтверждения |
|  |                          |  |                                   | порядок Горечавкоцветные          |                  |  |                 |                 | род Тополь          |  |  |  |                                                                   |
|  |                          |  |                                   | порядок Горечавкоцветные          |                  |  |                 |                 | род Тополь          |  |  |  |                                                                   |
|  | клада Цветковые растения |  |                                   |                                   | семейство Ивовые |  |                 |                 | вид Тополь душистый |  |  |  |                                                                   |
|  | клада Цветковые растения |  |                                   |                                   | семейство Ивовые |  |                 |                 |                     |  |  |  |                                                                   |
|  |                          |  | ещё 63 порядка цветковых растений | ещё 63 порядка цветковых растений |                  |  |                 | еще 55 родов    | еще 55 родов        |  |  |  |                                                                   |
|  |                          |  |                                   | ещё 63 порядка цветковых растений |                  |  |                 |                 | еще 55 родов        |  |  |  |                                                                   |

### Синонимы
- Populus balsamifera var. suaveolens (Fisch. ex Camuzet) Kuntze
- Populus koreana Rehder
- Populus maximowiczii Henry
- Populus maximowiczii var. barbinervis Nakai
- Populus suaveolens var. latifolia Gombócz
- Populus ussuriensis Kom.
- Populus vetla R.I.Schröd.